# Babylon (pel·lícula de 2022)
Babylon és una pel·lícula de comèdia i drama d'època èpica de 2022 escrita i dirigida per Damien Chazelle. Està ambientat a la dècada del 1920, durant la transició de Hollywood del cinema mut al cinema sonor. El repartiment inclou a Brad Pitt, Margot Robbie, Diego Calva, Jovan Adepo, Li Jun Li i Jean Smart.
Babylon es va estrenar als Estats Units el 23 de desembre de 2022 i a Catalunya el 20 de gener de 2023.

## Repartiment
- Brad Pitt com a Jack Conrad[1]
- Margot Robbie com a Nellie LaRoy[1]
- Diego Calva com a Manny Torres
- Jovan Adepo com a Sidney Palmer, un trompetista de jazz.[2]
- Li Jun Li com a Lady Fay Zhu[1]
- Jean Smart com a Elinor St. John[1]
- Lukas Haas com a George Munn[3]
- Tobey Maguire com a James McKay[1]
- Max Minghella com a Irving Thalberg[4]
- Samara Weaving[5]
- Olivia Wilde
- Spike Jonze
- Katherine Waterston com a Ruth Arzner[6]
- Flea com a Bob Levine[7]
- Jeff Garlin com a Don Wallach
- P. J. Byrne
- Rory Scovel com a The Count
- Eric Roberts
- Ethan Suplee
- Damon Gupton
- Phoebe Tonkin
- Chloe Fineman
- Karina Fontes com a Jen
- Troy Metcalf
- Olivia Hamilton com a Ruth Adler
- Telvin Griffin com a Reginald[8]

## Producció
El juliol del 2019 es va anunciar que Damien Chazelle estava preparant el seu proper projecte, un drama d'època ambientat a l'època daurada de Hollywood. Lionsgate va ser el favorit per adquirir el projecte, amb Emma Stone i Brad Pitt com a candidats per protagonitzar. Al novembre, Paramount Pictures va adquirir els drets mundials del projecte, encara amb Stone i Pitt. Pitt va confirmar la seua participació el gener de 2020. Interpretarà un personatge inspirat en l'actor i director John Gilbert. El desembre de 2020, Stone va sortir de la pel·lícula a causa de conflictes de programació, i Margot Robbie va entrar negociacions per substituir-la, i Li Jun Li també va ser elegida com a part del repartiment. Robbie es va confirmar el març del 2021, amb Jovan Adepo i Diego Calva també unint-s'hi. Al juny, Katherine Waterston, Max Minghella, Flea, Samara Weaving, Rory Scovel, Lukas Haas, Eric Roberts, P.J. Byrne, Damon Gupton, Olivia Wilde, Spike Jonze, Phoebe Tonkin i Tobey Maguire (que també és productor executiu de la pel·lícula), es van unir al repartiment. El juliol de 2021, Jean Smart es va unir al repartiment i 'agost de 2021, Chloe Fineman, Jeff Garlin, Telvin Griffin i Troy Metcalf.
El rodatge s'havia de dur a terme a Califòrnia a mitjans del 2020 després d'aconseguir un crèdit fiscal estatal. Tanmateix, es va ajornar a causa de la pandèmia de la COVID-19 i, en canvi, es va començar a rodar l'1 de juliol de 2021. El rodatge es va acabar el 21 d'octubre de 2021.
Inicialment, estava programada per a tindre un llançament limitat el 25 de desembre de 2021 i l'estrena el 7 de gener de 2022, però a causa de la pandèmia de COVID-19, les dates es van canviar. L'octubre, l'estrena es va moure al dia 23 de desembre a tot el món.